# Cienin Kościelny (gromada)
Cienin Kościelny – dawna gromada, czyli najmniejsza jednostka podziału terytorialnego Polskiej Rzeczypospolitej Ludowej w latach 1954–1972.
Gromady, z gromadzkimi radami narodowymi (GRN) jako organami władzy najniższego stopnia na wsi, funkcjonowały od reformy reorganizującej administrację wiejską przeprowadzonej jesienią 1954 do momentu ich zniesienia z dniem 1 stycznia 1973, tym samym wypierając organizację gminną w latach 1954–1972.
Gromadę Cienin Kościelny z siedzibą GRN w Cieninie Kościelnym utworzono – jako jedną z 8759 gromad na obszarze Polski – w powiecie konińskim w woj. poznańskim, na mocy uchwały nr 25/54 WRN w Poznaniu z dnia 5 października 1954. W skład jednostki weszły obszary dotychczasowych gromad Benignowo, Cienin Kolonia, Cienin Kościelny, Kamień, Lubiecz i Pępocin oraz miejscowości Nowa Wieś (wieś), Nowa Wieś (majątek), Zaborze i Zacisze z dotychczasowej gromady Nowa Wieś ze zniesionej gminy Kazimierz Biskupi, a także obszar dotychczasowej gromady Wilczna ze zniesionej gminy Golina – w tymże powiecie. Dla gromady ustalono 20 członków gromadzkiej rady narodowej.
1 stycznia 1956 gromada weszła w skład reaktywowanego powiatu słupeckiego w tymże województwie.
Gromada przetrwała do końca 1972 roku, czyli do kolejnej reformy gminnej.